# Araneta Coliseum
Das Smart Araneta Coliseum, auch unter dem Namen The Big Dome bekannt, ist eine Multifunktionsarena im Stadtteil Cubao der philippinischen Stadt Quezon City, der bevölkerungsreichsten Stadt des Landes. Sie bietet maximal 15.244 Plätze bei Konzerten.

## Geschichte

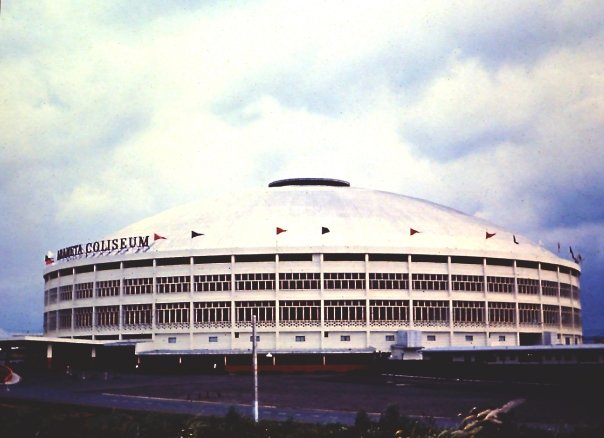
Das Araneta Coliseum in den 1960er Jahren

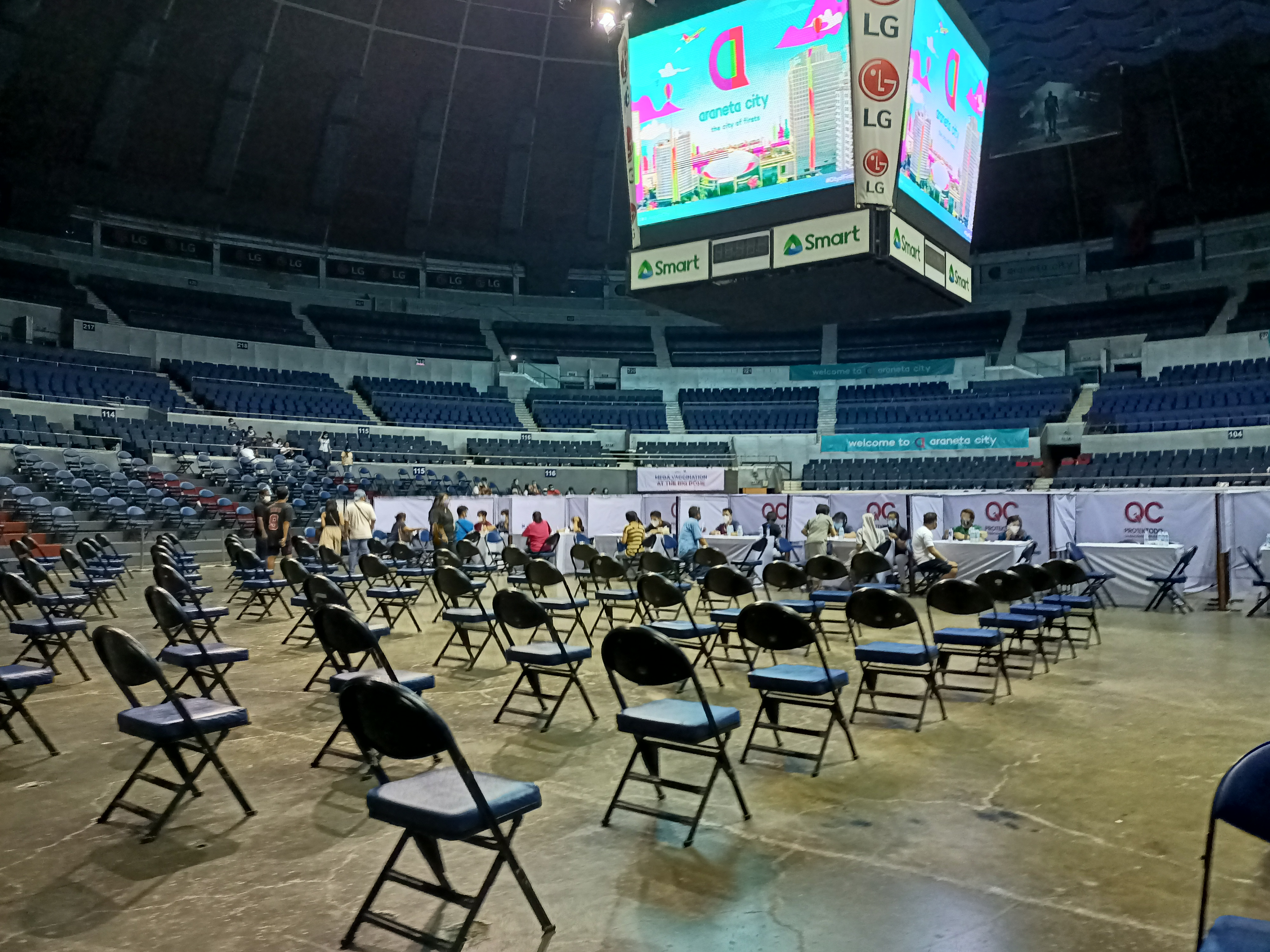
Das Araneta Coliseum in der COVID-19-Pandemie als Impfzentrum (Juni 2021)

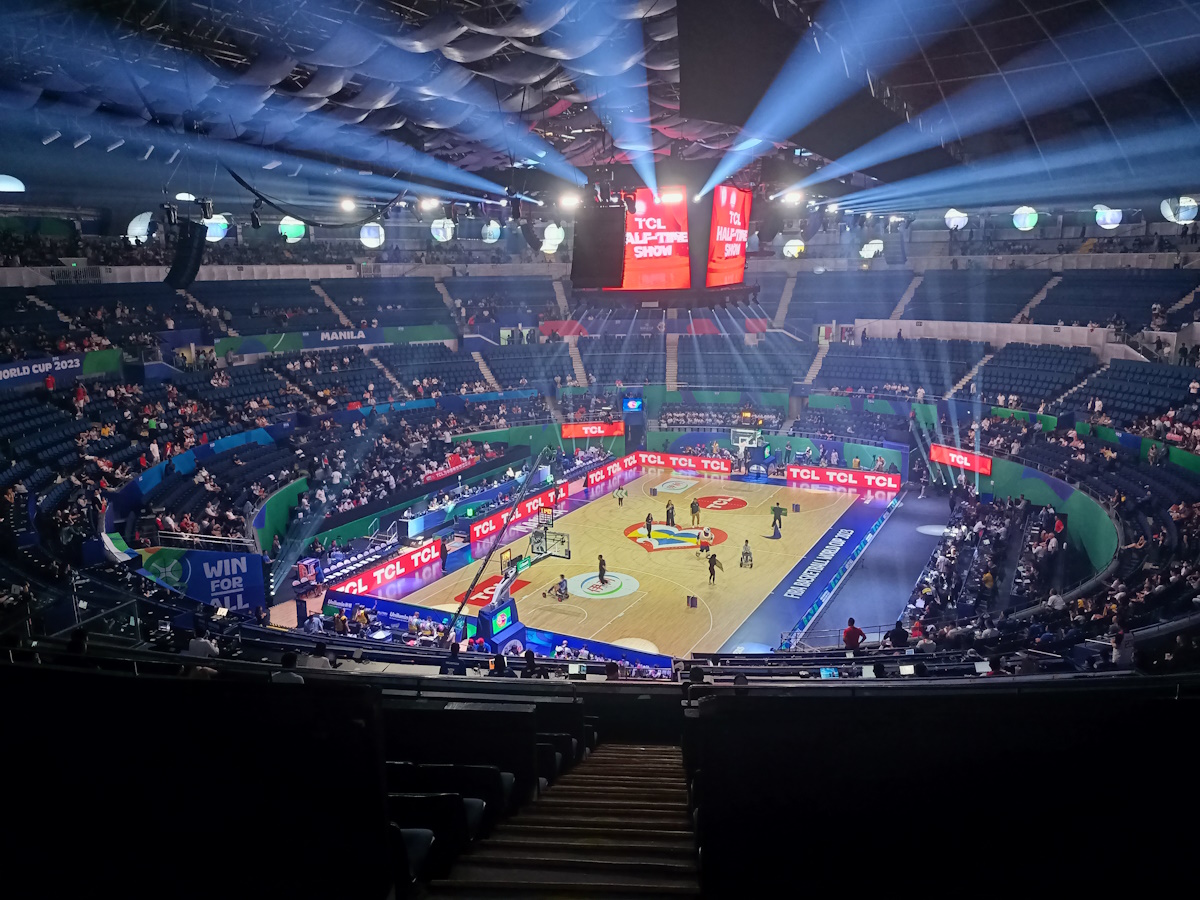
Spiel der Basketball-Weltmeisterschaft 2023 zwischen der Volksrepublik China und dem Südsudan (69:89)

1952 erwarb J. Amado Araneta ein 35 ha große Fläche in Cubao, die heute das Araneta Center ist, umschlossen von der Epifanio Delos Santos Avenue, Aurora Boulevard, P. Tuazon und der 15th Avenue. Erbaut wurde das Araneta Coliseum mit kreisförmigen Grundriss von 1957 bis Ende 1959. Von 1960 bis 1963 war es mit einem Kuppeldurchmesser von 108 m die größte Kuppelhalle der Welt. Noch bis 2001 war das Coliseum die größte Kuppelhalle Asiens, bevor das Ōita Stadium fertiggestellt wurde. Die Coliseum nimmt fast 40.000 m2 ein. Die Nutzfläche beträgt 23.000 m2.
Am 16. März 1960 wurde die Arena mit dem Boxkampf zwischen Gabriel „Flash“ Elorde und Harold Gomes um die Weltmeisterschaft im Superleichtgewicht eröffnet. Elorde besiegt Gomes durch K. o. International berühmt wurde das Araneta Coliseum durch den als "Thrilla in Manila" in die Boxgeschichte eingegangenen Kampf zwischen Muhammad Ali und Joe Frazier. Die Philippine Basketball Association (PBA) veranstaltete bis 2008 ungefähr tausend Spiele in der Arena. 1978 war sie einer von zwei Austragungsstätten der Basketball-Weltmeisterschaft. 2023 war das Coliseum wieder Teil der Basketball-Weltmeisterschaft. Im Vorfeld wurde die Halle für die WM renoviert.
Ende 1998 verhandelten die Familie Araneta und Pilipinas Shell (Tochterfirma der Royal Dutch Shell) über einen Sponsoringvertrag mit einer Vertragslaufzeit bis 2008. Um ihren Namen zu bewahren, war der Vorschlag der Familie „Shell Coliseum at the Araneta Center“. Stattdessen einigten sich die Parteien auf ein überdimensioniertes Logo von Shell auf dem Boden der Halle.
Im Juli 1999 wurde das Araneta Coliseum für 200 Millionen ₱ generalüberholt. Noch im November wurde es wiedereröffnet. Die Haupterweiterungen waren die Logenplätze und die Installation eines Anzeigewürfels, der 2003 durch ein LED-Display erweitert wurde.
Die kommerziell erfolgreichsten Veranstaltungen von 2001 bis 2008 waren der Boxkampf zwischen Manny Pacquiao und Óscar Larios mit 96,2 Mio. ₱ Einnahmen, ein Konzert von Westlife vor 17.887 Zuschauer mit 18,5 Mio. ₱ und ein Konzert von Cliff Richard vor 5647 Zuschauern mit 17,2 Mio. ₱ Einnahmen.
Im Dezember 2010 ließ das Management einen großen LED-Videowürfel mit dem Spitznamen "Big Cube" installieren. Der Bildschirm hat eine Größe von 22,22 m2.
Im Vorfeld der PBA-Saison 2010/11 einigten sich die Aranetas mit dem philippinischen Kommunikationsunternehmen PLDT auf die Umbenennung in Smart Araneta Coliseum. Inbegriffen in dem Fünfjahresvertrag waren Verbesserungen der Arena durch Aufzüge und Parkmöglichkeiten für bis zu 2000 Autos.

## Nutzung

### Basketball
Der Hauptveranstalter sind die philippinischen Basketballligen PBA, UAAP (University Athletic Association of the Philippines) und der National Collegiate Athletic Association (NCAA, Philippinen). So finden neben einem Teil der regulären Ligaspielen auch die jährlichen Finalrunden im Smart Araneta Coliseum statt.

### Volleyball
Die Premier Volleyball League der Frauen nutzt die Halle als Spielort. 2022 wurden Partien der Volleyball Nations League der Frauen und  der Männer im Coliseum ausgetragen.

### Konzerte
Zahlreiche Künstler und Bands wie u. a. Taylor Swift, Kelly Clarkson, Avril Lavigne, Akon, Michael Bublé oder Lady Gaga gaben Konzerte.

### Weitere Veranstaltungen
Ebenfalls ist das Smart Araneta Coliseum Veranstaltungsort für Konzerte, Eisshows, Schönheitswettbewerbe, Ehrungen und Tagungen.

### Preisverleihungen
- FAMAS Award der Filipino Academy of Movie Arts and Sciences
  - 11. FAMAS Awards (14. April 1963)
  - 34. FAMAS Awards (18. Mai 1986)

## Zuschauerrekorde
Am 30. September 2008 sahen 23.315 Zuschauer das Halbfinalspiel des 70. UAAP Männer-Basketball-Turniers zwischen De La Salle Green Archers und den Ateneo Blue Eagles (65:60).